# Alexandre Acloque
Pour les articles homonymes, voir Acloque.

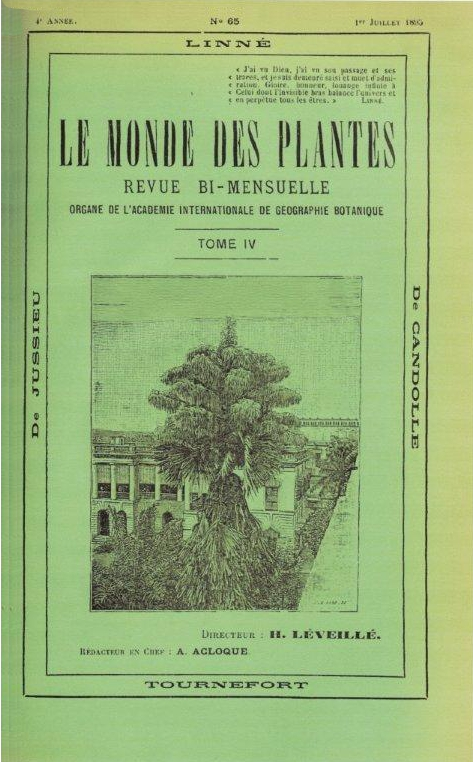
Couverture de la revue Le Monde des Plantes, n°65, 1895, qui mentionne Alexandre Acloque comme le rédacteur en chef.

Alexandre Acloque, né le 12 janvier 1871 à Auxi-le-Château (Pas-de-Calais) et mort le 7 décembre 1941 à Paris 16e, est un naturaliste français.
Il a publié de nombreux ouvrages de botanique, d'ornithologie et d'entomologie et publié des articles dans plusieurs revues. Il fut nommé rédacteur en chef en 1894 de la revue Le Monde des plantes, bimensuel, 78, rue de Flore, Le Mans (Sarthe). Il ne l'est plus dans la nouvelle formule (trimestrielle) éditée à partir du 1er janvier 1899.
En 1912, il est nommé officier d'Académie.
En 1914, dans la liste de botanistes français dressée par Le Monde des plantes, il est indiqué qu'il exerce la profession de publiciste et qu'il habite à Wimereux (Pas-de-Calais) .
Son acte de décès indique qu'il est professeur de latin.

## Famille
Il est le fils de Henri Noël Augustin Acloque et de Victorine Aimée Fanien
Il épouse à Tourcoing le 3 septembre 1902, Marie-Julie Tanghe, à laquelle il était toujours marié à son décès.

## Distinctions
- Officier d'académie (1912)

## Ses œuvres
(novembre 2018).

### Ouvrages

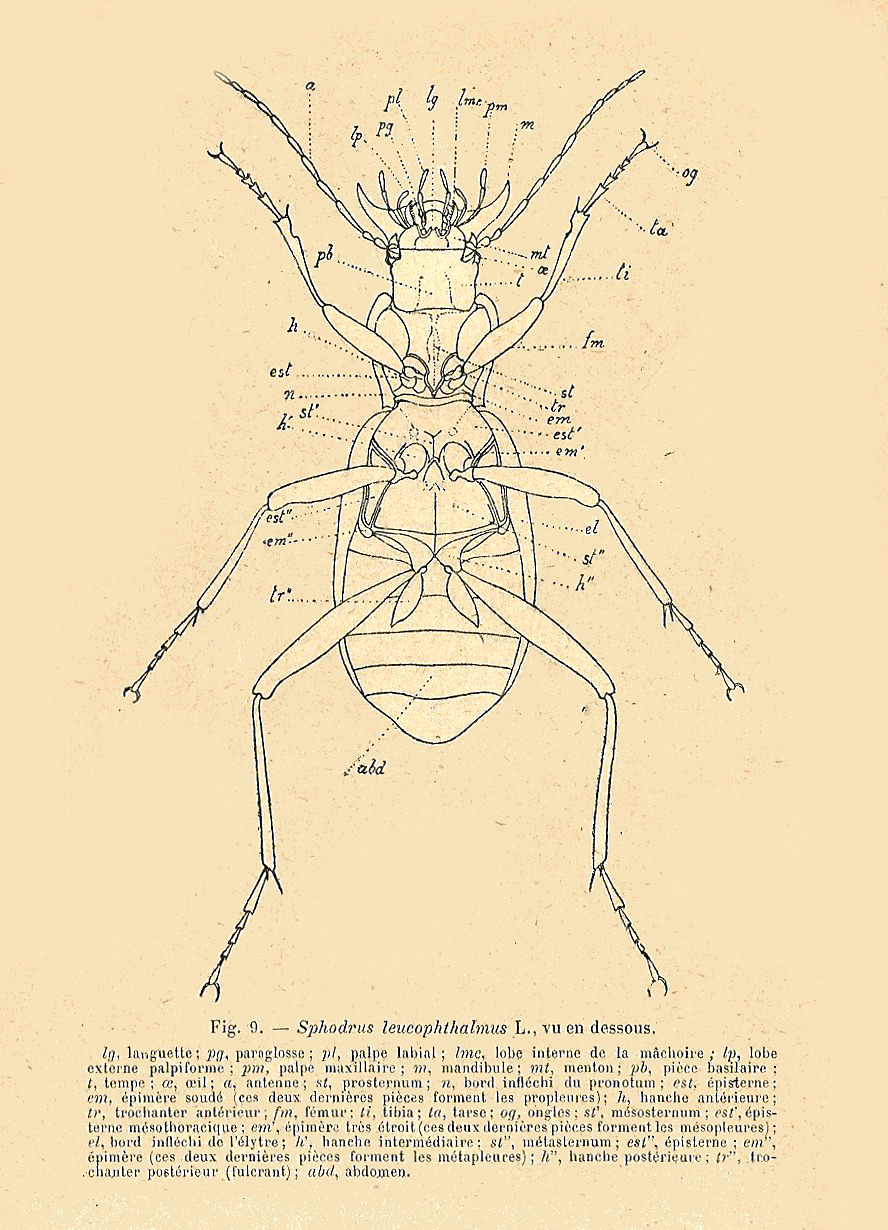
Dessin légendé extrait du volume "Coléoptères" de sa "Faune de France"

- Les Champignons, au point de vue biologique, économique et taxonomique. 1892, 1 vol., in-16 de 328 p., avec 60 fig., Bibliothèque scientifique contemporaine.
- Les Lichens, étude sur l'anatomie, la physiologie et la morphologie de l'organisation lichénique, 1893, 1 vol., in-16 de 376 p., avec 82 fig., Bibliothèque scientifique contemporaine
- Flore de France, contenant la description des Espèces Indigènes disposés en tableaux analytiques et illustrée de 2165 figures représentant les types caractéristiques des genres et des sous-genres. Lettre préface de M.Bureau, professeur au Muséum, Paris, 1894, 1 vol., in-18 jésus de 816 p., avec 2165 fig. Éditeur: Librairie J.-B. Baillière & Fils.
- Faune de France contenant la description des espèces indigènes disposées en tableaux analytiques et illustrée de figures représentant les types caractéristiques des genres. Préface de Edmond Perrier, professeur au Muséum. (1896-1900). Éditeur: Librairie J.-B. Baillière & Fils.
  - Mammifères , 1 vol., in-18 de 84 p., avec 209 fig.
  - Oiseaux, 1 vol., in-18 de 252 p., avec 621 fig.
  - Poissons, Reptiles, Batraciens, Protochordés, 1 vol., in-18 de 210 p., avec 294 fig.
  - Coléoptères, 1 vol., in-18 de 466 p., avec 1052 fig.
  - Orthoptères, Névroptères, Hyménoptères, Lépidoptères, Hémiptères, Diptères, Aphaniptères, Thysanoptères, Rhipiptères, 1 vol., in-18 de 516 p., avec 2235 fig.
  - Thysanoures, Myriopodes, Arachnides, Crustacés, Némathelminthes, Lophostomes, Vers, Mollusques, Polypes, Spongiaires, Protozoaires, 1 vol., in-18 de 500 p., avec 1664 fig.
- Les insectes nuisibles, 1 vol. in-8, 192 p., avec 67 fig., 1897
- Scènes de la vie des insectes, 1 vol. in-8, illustré de 173 fig., 1897, éditions C. Paillart à Abbeville.
- Fleurs et plantes, 1 vol. in-8, 1898
- Le monde sous-marin, 1 vol. in-8, 1899
- Sous le Microscope, 1 vol. in-8, illustré de 313 figures, 316p. , 1900
- Alexandre Acloque, Flores régionales de France : Flore du sud-est de la France et des Alpes, Librairie J.-B. Baillière & FilsContenant la description de toutes les espèces indigènes disposées en tableaux analytiques.
- Alexandre Acloque, Flores régionales de France : Flore du sud-ouest de la France et des Pyrénées, Librairie J.-B. Baillière & Fils
- Alexandre Acloque, Flores régionales de France : Flore du nord-est de la France, des Vosges et de l'Alsace-Lorraine, Librairie J.-B. Baillière & FilsContenant la description de toutes les espèces indigènes disposées en tableaux analytiques, et illustrée de ... figures représentant les types caractéristiques des genres et des sous-genres.
- Alexandre Acloque, Flores régionales de France : Flore de La Région méditerranéenne de la France, Alpes-Maritimes, Var, Bouches-du-Rhône, Gard, Hérault, Aude, Pyrénées orientales, Corse, Librairie J.-B. Baillière & FilsContenant la description de toutes les espèces indigènes disposées en tableaux analytiques, et illustrée de 2165 figures représentant les types caractéristiques des genres et des sous-genres.
- Alexandre Acloque, Flores régionales de France : Flore de l'Ouest de la France, Charente, Charente-Inférieure, Deux-Sèvres, Vendée, Loire-Inférieure, Morbihan, Finistère, Côtes-du-Nord, Ille-et-Vilaine, Seine-Inférieure, Eure, Calvados, Orne, Manche, Mayenne, Sarthe, Maine-et-Loire, Librairie J.-B. Baillière & FilsContenant la description de toutes les espèces indigènes disposées en tableaux analytiques, et illustrée de 2165 figures représentant les types caractéristiques des genres et des sous-genres.
- Alexandre Acloque, Flores régionales de France : Flore des Environs de Paris, Seine, Seine-et-Oise, Oise, Seine-et-Marne, Loiret, Eure-et-Loir, Librairie J.-B. Baillière & Fils, 816 p.Contenant la description de toutes les espèces indigènes disposées en tableaux analytiques, et illustrée de .... figures représentant les types caractéristiques des genres et des sous-genres.
- Nos pêcheurs de haute mer, (en 2 parties: Nos pêcheurs à  Terre-Neuve et Nos  pêcheurs en Islande), 1 vol. in-4, 1904, édition de la Maison Mame à Tours.
- Alexandre Acloque et Casimir Cépède, Observations biologiques et écologiques sur la flore de Wimereux et des environs, Boulogne-sur-Mer, Imprimerie G. Hamain, 1910, 48 p..
- Sous les flots, mémoire d'un crabe, 1 vol. in-8, 1904
- Les merveilles de la vie végétale, 1 vol. in-8, 1912, édition "La Bonne Presse", rue Bayard à Paris.
- Zigzags au pays de la science, 1vol., 366 p., 1913, édition de la Maison Mame à Tours.

### Articles
- Alexandre Acloque, « Moquin-Tandon, Naturaliste français (1804-1863) », Les Contemporains, vol. 15,‎ 1907, p. 1‑16.

Dans la revue Cosmos - revue encyclopédique hebdomadaire des progrès des sciences et de leurs applications aux arts et à l'industrie.
- Alexandre Acloque, « Le pistil des Conifères », Cosmos, no 1002,‎ 1904.
- Alexandre Acloque, « Plantes ornementales à rhizome dormant », Cosmos, no 1025,‎ 1904.
- Alexandre Acloque, « Les baumes », Cosmos, no 1043,‎ 1904.
- Alexandre Acloque, « Les principes de la coloration des fleurs », Cosmos, no 1059,‎ 1905.
- Alexandre Acloque, « La fixation de l'azote par les végétaux », Cosmos, no 1131,‎ 1906.
- Alexandre Acloque, « Le symbiotisme des légumineuses et ses applications culturales », Cosmos, no 1133,‎ 1906.
- Alexandre Acloque, « Les scolytides, coléoptères xylophages », Cosmos, t. 70,‎ 1914, p. 174-176.

Dans la revue Le Monde des Plantes - bimensuel, 78, rue de Flore, Le Mans (Sarthe).
- Alexandre Acloque, « La toxicité des champignons », Le Monde des Plantes, no 69,‎ mars 1911, p. 15-16.
- Alexandre Acloque, « Les fleurs du Platanthera montana Rchb. (Pl. chlorantha Cust.) sont-elles odorantes ? - II », Le Monde des Plantes,‎ 1935, p. 10.
- Alexandre Acloque, « En lisant un numéro du Monde des Plantes », Le Monde des Plantes,‎ 1936, p. 30-31
- Alexandre Acloque, « Le carotène », Le Monde des Plantes, iV no 222,‎ 1936, p. 42-43.
- Alexandre Acloque, « Le Galega dans la région parisienne », Le Monde des Plantes, v no 232,‎ 1938, p. 30.
- Alexandre Acloque, « Les Champignons basidiosporés projettent-ils leurs spores ? », Le Monde des Plantes, v no 232,‎ 1938, p. 26.